# Fern Stream Waterfall
Der Fern Stream Waterfall ist ein Wasserfall im Gebiet der Kleinstadt Carterton in der Region Wellington auf der Nordinsel Neuseelands. Er liegt im Lauf des Fern Stream und stürzt rund 10 Meter tief in den Waiohine River.
Vom Parkplatz am Ende der Waiohine Gorge Road führt ein Wanderweg in wenigen Minuten zu einer Hängebrücke, von der aus der Wasserfall einsehbar ist.